# Лонг Айлънд
Лонг Айлънд (на английски: Long Island; в превод: „Дълъг остров“) е остров в Атлантическия океан, край североизточния бряг на САЩ, принадлежащ на щата Ню Йорк.

## Географска характеристика
Дължината му от запад на изток е 190 km, ширината до 37 km, а площта – 3564 km². На запад и север протоците Ийст Ривър и Лонг Айлънд го отделят от континента. Бреговете му са ниски, с пясъчни плажове и осеаяни с множество малки заливи и лагуни, заградени от към океана с ниски пясъчни коси. По-големите заливи са: Джамейка, Грейт Саут, Смиттаун, Грейт Пеконик, Гардинърс и др. Има и множество малки островчета. Изграден е от рохкави морски и ледникови наслаги. Релефът му е нисък и равнинен.

## Население, административно деление
Островът има население от 7 536 000 жители. В най-западната (1/5) част на острова се намират териториално-административните райони на град Ню Йорк Бруклин и Куинс, а централните и източните му части са заети от окръзите Съфолк и Насау, където са разположени множество вили, паркове и плажове. В културен аспект разговорно под Лонг Айлънд се има предвид само окръзите Съфолк и Насау, въпреки че Бруклин и Куинс също се намират географски на острова, но административно са част от град Ню Йорк.

## Историческа справка
Островът е открит през 1609 г. от видния английски мореплавател Хенри Хъдсън. Около 1620 г. започва неговото заселване от холандски колонисти. През 1664 г. е завладян от англичаните, а след образуването на САЩ влиза в състава на щата Ню Йорк.